# Гарбуз Олександр Валентинович
Олекса́ндр Валенти́нович Гарбуз (нар. 10 серпня 1987 — пом. 22 січня 2015) — старший солдат Збройних сил України, учасник російсько-української війни.

## Короткий життєпис
Народився Олександр 10 серпня 1987 року в селі Путрине. Навчався в Путринецькій школі, а з 1999 року — в Лівинецькій загальноосвітній школі, яку закінчив у 2002 році. Далі навчання в Кельменецькому професійному ліцеї.
Проходив строкову службу в лавах Збройних Сил України в Мукачевому, Навчався на економічному факультеті Чернівецького національного університету імені Юрія Федьковича. Але через хворобу бабусі Олександр переїхав разом з дружиною в с. Анадоли і доглядав її аж до смерті.
Олександр серед перших прийшов добровольцем у військкомат ще під час першої хвилі мобілізації. Спочатку служив у зенітно-ракетному полку в Білій Церкві, але хотів на передову, і в грудні 2014 року його перевели до складу 25-ї окремої повітряно-десантної бригади. Старший солдат, кулеметник.
Неодноразово потрапляв під артобстріли, але дивом виходив живим. Мав поранення, зламані три ребра зрослися нерівно, тому що в госпіталь не звертався.
Загинув 22 січня 2015 року в бою поблизу міста Авдіївка в районі аеропорту Донецька.
Вдома залишилися дружина, двоє маленьких синів, дворічна донька. Похований 1 лютого в Анадолах, де мешкав.

## Нагороди та вшанування
- Указом Президента України № 311/2015 від 4 червня 2015 року, «за особисту мужність і високий професіоналізм, виявлені у захисті державного суверенітету та територіальної цілісності України, вірність військовій присязі», нагороджений орденом «За мужність» III ступеня (посмертно)[1].
- 5 червня 2015 року на фасаді Путринецької школи, де навчався Олександр, на його честь було відкрито меморіальну дошку[2].
- Вшановується в меморіальному комплексі «Зала пам'яті», в щоденному ранковому церемоніалі 22 січня[3][4].